# 브램턴의 시내버스 노선 목록
브램턴 교통(영어: Brampton Transit)은 캐나다 온타리오주의 광역 토론토 지역에 위치한 브램턴 지역을 운행하는 시내버스로, 일반 버스는 물론 급행 버스와 간선급행버스체계인 줌(Züm), 통학버스인 아이라이드(iRide), 공업단지를 운행하는 셔틀버스 등 브램턴 주민과 방문자들을 위한 다양한 버스 노선을 운행하고 있다. 브램턴 교통 버스는 브램턴 뿐만 아니라 인접한 지자체인 미시소가, 본 (온타리오주), 토론토로도 운행하며 마이웨이, 토론토 교통국, 요크 지역 교통, GO 트랜싯 등으로 갈아탈 수도 있다. 브램턴 교통의 버스 노선은 주로 바둑판 형식으로 운행하며, 주요 교차로나 터미널에서 다른 버스로 손쉽게 갈아탈 수 있도록 설계되었다. 브램턴 교통이 운행하는 시내버스 목록은 다음과 같으며, 브램턴 내에 운행하는 미시소가 시내버스는 미시소가의 시내버스 노선 목록, YRT 버스는 요크 지역의 시내버스 노선 목록, GO 트랜싯은 GO 트랜싯 문서를 참고한다.
아래 버스 노선은 2024년 10월 28일 기준이다.
| 노선 번호 | 노선명 (한글)                            | 노선명 (영문)                 | 종점        | 종점                                                                       | 종점                                                  | 종점                                                                              | 운행 시간대                             | 비고                                            |
| --------- | ---------------------------------------- | ----------------------------- | ----------- | -------------------------------------------------------------------------- | ----------------------------------------------------- | --------------------------------------------------------------------------------- | --------------------------------------- | ----------------------------------------------- |
| 1         | 퀸                                       | Queen                         | 동          | 50번 도로 브래멀리 터미널 경유 일부 시간대 플라워시티 커뮤니티 캠퍼스 경유 | 서                                                    | 마운트플레전트역 브래멀리 터미널 경유 일부 시간대 플라워시티 커뮤니티 캠퍼스 경유 | 매일 상시 운행                          |                                                 |
| 1A        | 퀸                                       | Queen                         | 동          | 50번 도로 브래멀리 터미널 경유 일부 시간대 플라워시티 커뮤니티 캠퍼스 경유 | 서                                                    | 메이저 윌리엄 샤프 / 친쿠시                                                       | 평일 운행                               |                                                 |
| 2         | 메인                                     | Main                          | 북          | 하트레이크 터미널                                                          | 남                                                    | 407번 고속도로 환승 주차장                                                        | 매일 상시 운행                          |                                                 |
| 3         | 맥로플린                                 | McLaughlin                    | 북          | 하트레이크 터미널                                                          | 남                                                    | 브램턴 게이트웨이 터미널                                                          | 매일 상시 운행                          |                                                 |
| 3A        | 맥로플린                                 | McLaughlin                    | 북          | 하트레이크 터미널                                                          | 남                                                    | 브램턴 게이트웨이 터미널                                                          | 일부 시간대 운행                        | - 플라워시티 커뮤니티 캠퍼스 경유               |
| 4         | 친쿠시                                   | Chinguacousy                  | 북          | 마운트플레전트역                                                           | 남                                                    | 브램턴 게이트웨이 터미널                                                          | 매일 상시 운행                          |                                                 |
| 4A        | 친쿠시                                   | Chinguacousy                  | 북          | 마운트플레전트역                                                           | 남                                                    | 브램턴 게이트웨이 터미널                                                          | 매일 상시 운행                          |                                                 |
| 5         | 보베이어드                               | Bovaird                       | 동          | 웨스트우드 스퀘어                                                          | 서                                                    | 마운트플레전트역                                                                  | 매일 상시 운행                          |                                                 |
| 5A        | 보베이어드                               | Bovaird                       | 동          | 웨스트우드 스퀘어                                                          | 서                                                    | 마운트플레전트역                                                                  | 매일 상시 운행                          |                                                 |
| 6         | 제임스 포터                              | James Potter                  | 북          | 마운트플레전트역                                                           | 남                                                    | 407번 고속도로 환승 주차장                                                        | 매일 상시 운행                          |                                                 |
| 7         | 케네디                                   | Kennedy                       | 북          | 휴론타리오 / 메이필드                                                      | 남                                                    | 케네디 / 데리                                                                     | 매일 상시 운행                          |                                                 |
| 7A        | 케네디                                   | Kennedy                       | 북          | 하트레이크 터미널                                                          | 남                                                    | 케네디 / 데리                                                                     | 월-토 운행                              |                                                 |
| 8         | 센터                                     | Centre                        | 동          | 브래멀리 터미널                                                            | 서                                                    | 브램턴 게이트웨이 터미널                                                          | 매일 상시 운행                          |                                                 |
| 9         | 보든                                     | Vodden                        | 동          | 선팩 / 윌리엄스                                                            | 서                                                    | 마운트플레전트역                                                                  | 매일 상시 운행                          |                                                 |
| 10        | 남부 공업단지                            | South Industrial              | 북          | 브래멀리 터미널                                                            | 남                                                    | 케네디 / 퍼스트걸프                                                               | 평일 주간에 운행                        |                                                 |
| 11        | 스틸즈                                   | Steeles                       | 동          | 험버 대학                                                                  | 서                                                    | 리스가역                                                                          | 매일 상시 운행                          |                                                 |
| 11A       | 스틸즈                                   | Steeles                       | 동          | 험버 대학                                                                  | 서                                                    | 브램턴 게이트웨이 터미널                                                          | 매일 상시 운행                          |                                                 |
| 12        | 그레노블                                 | Grenoble                      | 북          | 브래멀리 / 컨트리사이드                                                    | 남                                                    | 브래멀리 터미널                                                                   | 평일 상시 운행, 주말 주간 운행          |                                                 |
| 13        | 애본데일                                 | Avondale                      | 북          | 브래멀리 터미널                                                            | 남                                                    | 브래멀리역                                                                        | 평일 주간 운행                          |                                                 |
| 14        | 토브램                                   | Torbram                       | 북          | 토브램 / 파더 토빈                                                         | 남                                                    | 웨스트우드 스퀘어                                                                 | 매일 상시 운행                          |                                                 |
| 14A       | 토브램                                   | Torbram                       | 북          | 토브램 / 파더 토빈                                                         | 남                                                    | 웨스트우드 스퀘어                                                                 | 매일 상시 운행                          |                                                 |
| 15        | 브래멀리                                 | Bramalea                      | 북          | 스마트센터 / 월마트 플라자                                                 | 남                                                    | 데리 로드                                                                         | 매일 상시 운행                          |                                                 |
| 15A       | 브래멀리                                 | Bramalea                      | 북          | 브래멀리 / 파더 토빈                                                       | 남                                                    | 데리 로드                                                                         | 평일 상시 운행                          |                                                 |
| 16        | 사우스게이트                             | Southgate                     | 북          | 브래멀리 터미널                                                            | 남                                                    | 브래멀리역                                                                        | 평일 상시, 주말 주간 운행               |                                                 |
| 17        | 하우든                                   | Howden                        | 북          | 트리니티 커먼 터미널                                                       | 남                                                    | 브래멀리 터미널                                                                   | 매일 주간 운행                          |                                                 |
| 18        | 딕시                                     | Dixie                         | 북          | 딕시 / 메이필드 UPS 칼레든 (일부 버스편)                                   | 남                                                    | 딕시 / 메이어사이드                                                               | 매일 상시 운행                          | - UPS 직원들을 위해 일부 버스는 UPS 칼레든 종착 |
| 19        | 펀포레스트                               | Fernforest                    | 북          | 컨트리사이드 / 네이퍼튼 (딕시)                                             | 남                                                    | 브래멀리 터미널                                                                   | 매일 주간 운행                          |                                                 |
| 20        | 동부 공업단지                            | East Industrial               | 동          | 데본 / 인터모덜                                                            | 서                                                    | 브래멀리 터미널                                                                   | 평일 주간 운행                          |                                                 |
| 20A       | 동부 공업단지                            | East Industrial               | 동          | 드라이버 / 에어포트                                                        | 서                                                    | 브래멀리 터미널                                                                   | 평일 주간 운행                          |                                                 |
| 23        | 샌덜우드                                 | Sandalwood                    | 동          | 퀸 / 50번                                                                  | 서                                                    | 마운트플레전트역                                                                  | 매일 상시 운행                          |                                                 |
| 24        | 밴 커크                                  | Van Kirk                      | 북          | 휴론타리오 / 메이필드                                                      | 남                                                    | 필 메모리얼 병원                                                                  | 평일 상시, 주말 주간 운행               |                                                 |
| 25        | 이든브루크                               | Edenbrook                     | 북          | 이든브루크힐 / 민싱 (메이필드)                                             | 남                                                    | 필 메모리얼 병원                                                                  | 평일 출퇴근 시간대와 저녁에 운행        |                                                 |
| 26        | 마운트플레전트                           | Mount Pleasant                | 북          | 클락워크 / 친쿠시                                                          | 남                                                    | 마운트플레전트역                                                                  | 매일 상시 운행                          |                                                 |
| 27        | 로버트 파킨슨                            | Robert Parkinson              | 북          | 리멤버런스 / 크레딧뷰                                                      | 남                                                    | 마운트플레전트역                                                                  | 월-토 주간 운행                         |                                                 |
| 28        | 리멤버런스                               | Remembrance                   | 동          | 샌덜우드 루프                                                              | 서                                                    | 마운트플레전트역                                                                  | 평일 상시 운행                          |                                                 |
| 29        | 윌리엄스                                 | Williams                      | 동          | 퀸 / 고어웨이                                                              | 서                                                    | 마운트플레전트역                                                                  | 매일 상시 운행                          |                                                 |
| 29A       | 윌리엄스                                 | Williams                      | 동          | 퀸 / 고어웨이                                                              | 서                                                    | 고어웨이 / 스틸즈                                                                 | 평일 상시 운행                          |                                                 |
| 30        | 에어포트 로드                            | Airport Road                  | 북          | 에어포트 로드 / 메이필드 프로로지스 칼레든 (월-토 일부 종착)               | 남                                                    | 웨스트우드 몰                                                                     | 매일 상시 운행                          |                                                 |
| 31        | 맥빈                                     | McVean                        | 북          | 맥빈 / 스콰이어 엘리스                                                     | 남                                                    | 고어 로드 / 퀸                                                                    | 평일 상시, 주말 주간 운행               |                                                 |
| 32        | 파더 토빈                                | Father Tobin                  | 시계 방향   | 시계 방향                                                                  | 트리니티 커먼 터미널                                  | 트리니티 커먼 터미널                                                              | 매일 주간 운행                          |                                                 |
| 33        | 피터 로버트슨                            | Peter Robertson               | 반시계 방향 | 반시계 방향                                                                | 트리니티 커먼 터미널                                  | 트리니티 커먼 터미널                                                              | 매일 주간 운행                          |                                                 |
| 35        | 클라크웨이                               | Clarkway                      | 북          | 보베이어드 / 토브램                                                        | 남                                                    | 50번 / 에버니저                                                                   | 평일 상시, 주말 주간 운행               |                                                 |
| 36        | 가든브루크                               | Gardenbrooke                  | 북          | 고어 로드 / 스콰이어 엘리스                                                | 남                                                    | 에버니저 / 맥빈                                                                   | 평일 상시 운행                          |                                                 |
| 41        | 볼턴                                     | Bolton                        | 북          | 칼레든 레크리에이션 센터                                                   | 남                                                    | 퀸 / 50번                                                                         | 평일 출퇴근 시간대에 운행               |                                                 |
| 50        | 고어 로드                                | Gore Road                     | 북          | 고어메도우스 커뮤니티 센터                                                 | 남                                                    | 험버 대학                                                                         | 매일 상시 운행                          |                                                 |
| 50A       | 고어 로드                                | Gore Road                     | 북          | 고어 로드 / 스콰이어 엘리스                                                | 남                                                    | 험버 대학                                                                         | 매일 상시 운행                          |                                                 |
| 51        | 히어퍼드                                 | Hereford                      | 동          | 브램턴 게이트웨이 터미널                                                   | 서                                                    | 히어퍼드 스트리트                                                                 | 평일 상시, 토요일 주간 운행             |                                                 |
| 52        | 맥머키                                   | McMurchy                      | 북          | 브램턴 시내 터미널                                                         | 남                                                    | 브램턴 게이트웨이 터미널                                                          | 매일 주간 운행                          |                                                 |
| 53        | 레이 로슨                                | Ray Lawson                    | 동          | 브램턴 게이트웨이 터미널                                                   | 서                                                    | 제임스 포터 로드                                                                  | 평일 상시, 주말 주간 운행               |                                                 |
| 54        | 카운티 코트                              | County Court                  | 시계 방향   | 시계 방향                                                                  | 브램턴 게이트웨이 터미널                              | 브램턴 게이트웨이 터미널                                                          | 평일 상시, 주말 주간 운행               |                                                 |
| 55        | 엘번 마켈                                | Elbern Markell                | 북          | 마운트플레전트역                                                           | 남                                                    | 플라워시티 커뮤니티 캠퍼스                                                        | 평일 주간 운행                          |                                                 |
| 56        | 킹놀                                     | Kingknoll                     | 반시계 방향 | 반시계 방향                                                                | 브램턴 게이트웨이 터미널                              | 브램턴 게이트웨이 터미널                                                          | 평일 상시, 주말 주간 운행               |                                                 |
| 57        | 샤롤레                                   | Charolais                     | 북          | 메이저 윌리엄 샤프 드라이브 플라워시티 커뮤니티 캠퍼스 경유                | 남                                                    | 브램턴 게이트웨이 터미널                                                          | 평일 상시, 주말 주간 운행               |                                                 |
| 58        | 파이낸셜                                 | Financial                     | 북          | 라이온헤드 골프 클럽 로드                                                  | 남                                                    | 데리 로드                                                                         | 평일 출퇴근 시간대에 운행               |                                                 |
| 60        | 미시소가 로드                            | Mississauga Road              | 북          | 마운트플레전트역                                                           | 남                                                    | 파이낸셜 드라이브                                                                 | 매일 상시 운행                          |                                                 |
| 81        | 메이필드 웨스트 (칼레든)                 | Mayfield West (Caledon)       | 북          | 보니글렌팜 블루버드                                                        | 남                                                    | 샌덜우드 루프                                                                     | 평일 상시 운행                          |                                                 |
| 104       | 친쿠시 급행                              | Chinguacousy Express          | 북          | 샌덜우드 파크웨이 셰리던 대학 경유                                         | 남                                                    | 브램턴 게이트웨이 터미널 셰리던 대학 경유                                         | 평일 상시 운행                          |                                                 |
| 115       | 공항 급행                                | Airport Express               | 북          | 브래멀리 터미널                                                            | 남                                                    | 토론토 피어슨 국제공항 제1터미널                                                  | 매일 상시 운행                          |                                                 |
| 199       | 토론토 대학교 미시소가 캠퍼스 (UTM) 급행 | UTM Express                   | 북          | 브램턴 게이트웨이 터미널                                                   | 남                                                    | 토론토 대학교 미시소가 캠퍼스 407번 고속도로 경유                                 | 9월부터 4월까지 일부 시간대에 운행      |                                                 |
| 200       | 터너 펜턴 고등학교                       | Turner Fenton SS              | 동          | 터너 펜턴 고등학교                                                         | 서                                                    | 브램턴 게이트웨이 터미널                                                          | 학사 기간 운행                          |                                                 |
| 201       | 메이필드 고등학교                        | Mayfield SS                   | 동          | 메이필드 고등학교 인더하이츠 드라이브 경유                                 | 서                                                    | 하트레이크 터미널 인더하이츠 드라이브 경유                                        | 학사 기간 운행                          |                                                 |
| 202       | 메이필드 고등학교                        | Mayfield SS                   | 동          | 메이필드 고등학교 브레이드우드레이크 드라이브, 켄파크 애비뉴 경유          | 서                                                    | 하트레이크 터미널 켄파크 애비뉴 경유                                              | 학사 기간 운행                          |                                                 |
| 203       | 메이필드 고등학교                        | Mayfield SS                   | 서          | 서                                                                         | 하트레이크 터미널 케네디 로드 경유                    | 하트레이크 터미널 케네디 로드 경유                                                | 학사 기간 운행                          |                                                 |
| 204       | 메이필드 고등학교                        | Mayfield SS                   | 서          | 서                                                                         | 하트레이크 터미널 브레이드우드레이크 드라이브 경유    | 하트레이크 터미널 브레이드우드레이크 드라이브 경유                                | 학사 기간 운행                          |                                                 |
| 205       | 성 토마스 애퀴나스 고등학교              | St. Thomas Aquinas SS         | 동          | 성 토마스 애퀴나스 고등학교 퀸 스트리트 경유                               | 서                                                    | 브래멀리 터미널 퀸 스트리트 경유                                                  | 학사 기간 운행                          |                                                 |
| 206       | 성 어거스틴 고등학교                     | St. Augustine SS              | 북          | 성 어거스틴 고등학교                                                       | 남                                                    | 카운티 코트 블루버드                                                              | 학사 기간 운행                          |                                                 |
| 207       | 메이필드 고등학교                        | Mayfield SS                   | 북          | 메이필드 고등학교 브래멀리 로드 경유                                       | 남                                                    | 브래멀리 터미널 브래멀리 로드 경유                                                | 학사 기간 운행                          |                                                 |
| 208       | 메이필드 고등학교                        | Mayfield SS                   | 북          | 메이필드 고등학교 딕시 로드 경유                                           | 남                                                    | 브래멀리 터미널 딕시 로드 경유                                                    | 학사 기간 운행                          |                                                 |
| 209       | 성 어거스틴 고등학교                     | St. Augustine SS              | 북          | 메이저 윌리엄 샤프 드라이브                                                | 남                                                    | 성 어거스틴 고등학교                                                              | 학사 기간 운행                          |                                                 |
| 211       | 친쿠시 고등학교                          | Chinguacousy SS               | 동          | 고어웨이 드라이브                                                          | 서                                                    | 친쿠시 고등학교                                                                   | 학사 기간 운행                          |                                                 |
| 212       | 성 로크 고등학교                         | St. Roch SS                   | 북          | 성 에드먼드 캄피온 고등학교                                                | 남                                                    | 성 로크 고등학교                                                                  | 학사 기간 운행                          |                                                 |
| 213       | 성 에드먼드 캄피온 고등학교              | St. Edmund Campion SS         | 북          | 메이필드 로드                                                              | 남                                                    | 성 에드먼드 캄피온 고등학교                                                       | 학사 기간 운행                          |                                                 |
| 214       | 추기경 앰브로직 고등학교                 | Cardinal Ambrozic SS          | 동          | 추기경 앰브로직 고등학교                                                   | 서                                                    | 에어포트 로드                                                                     | 학사 기간 운행                          |                                                 |
| 215       | 성 토마스 애퀴나스 고등학교              | St. Thomas Aquinas SS         | 동          | 성 토마스 애퀴나스 고등학교 보든 스트리트 경유                             | 서                                                    | 마운트플레전트역 보든 스트리트 경유                                               | 학사 기간 운행                          |                                                 |
| 216       | 데이비드 스즈키 고등학교                 | David Suzuki SS               | 동          | 넬슨 스트리트                                                              | 서                                                    | 데이비드 스즈키 고등학교                                                          | 학사 기간 운행                          |                                                 |
| 217       | 성 토마스 애퀴나스 고등학교              | St. Thomas Aquinas SS         | 동          | 성 토마스 애퀴나스 고등학교 센트럴파크 드라이브 경유                       | 서                                                    | 브래멀리 터미널 센트럴파크 드라이브 경유                                          | 학사 기간 운행                          |                                                 |
| 218       | 하트레이크 고등학교                      | Heart Lake SS                 | 동          | 하트레이크 터미널                                                          | 서                                                    | 하트레이크 고등학교                                                               | 학사 기간 운행                          |                                                 |
| 300       | 하트레이크 통근 셔틀버스                 | Heart Lake Employment Shuttle | 시계 방향   | 시계 방향                                                                  | 하트레이크 공업단지 (딕시, 트리니티 커먼 터미널 경유) | 하트레이크 공업단지 (딕시, 트리니티 커먼 터미널 경유)                             | 평일 출퇴근 시간대에 운행               |                                                 |
| 501       | 줌 퀸                                    | Züm Queen                     | 동          | 본 메트로폴리탄 센터역                                                     | 서                                                    | 브램턴 시내 터미널                                                                | 매일 상시 운행                          |                                                 |
| 502       | 줌 메인                                  | Züm Main                      | 북          | 샌덜우드 루프 브램턴 게이트웨이 터미널 경유                                | 남                                                    | 미시소가 시티센터 (스퀘어원 쇼핑센터) 브램턴 게이트웨이 터미널 경유               | 매일 상시 운행                          |                                                 |
| 505       | 줌 보베이어드                            | Züm Bovaird                   | 동          | 맬튼역                                                                     | 서                                                    | 마운트플레전트역                                                                  | 평일 상시, 주말 주간 운행               |                                                 |
| 505A      | 줌 보베이어드                            | Züm Bovaird                   | 동          | 비스카운트역                                                               | 서                                                    | 트리니티 커먼 터미널                                                              | 평일 일부 시간대 운행                   |                                                 |
| 511       | 줌 스틸즈                                | Züm Steeles                   | 동          | 험버 대학 브램턴 게이트웨이 터미널 경유                                    | 서                                                    | 리스가역 브램턴 게이트웨이 터미널 경유                                            | 매일 상시 운행                          |                                                 |
| 511A      | 줌 스틸즈                                | Züm Steeles                   | 동          | 험버 대학                                                                  | 서                                                    | 브램턴 게이트웨이 터미널                                                          | 매일 상시 운행                          |                                                 |
| 511C      | 줌 스틸즈                                | Züm Steeles                   | 동          | 험버 대학 브램턴 게이트웨이 터미널 경유                                    | 서                                                    | 셰리던 대학 브램턴 게이트웨이 터미널 경유                                         | 9월부터 4월까지 평일 일부 시간대에 운행 |                                                 |
| 561       | 줌 퀸 웨스트                             | Züm Queen West                | 동          | 브램턴 시내 터미널                                                         | 서                                                    | 마운트플레전트역                                                                  | 평일 출퇴근 시간대에만 운행             |                                                 |

## 같이 보기
- 브램턴 교통
- 미시소가의 시내버스 노선 목록
- 토론토의 시내버스 노선 목록
- 요크 지역의 시내버스 노선 목록